# Общественная палата Российской Федерации пятого состава
Обще́ственная пала́та Росси́йской Федера́ции — организация, обеспечивающая взаимодействие граждан Российской Федерации, общественных объединений с органами государственной власти и органами местного самоуправления в целях учёта потребностей и интересов граждан Российской Федерации, защиты прав и свобод граждан Российской Федерации.
В данном списке присутствует информация о членах пятого Состава Общественной палаты со сроком полномочий: 2014—2017 год.

## Законодательная база
Согласно федеральному закону № 294-ФЗ от 2 ноября 2013 года Общественная палата теперь состоит из 168 (ранее — из 166) членов, представляющих 3 равнозначные группы. Это 85 представителей региональных общественных палат впервые попавших в состав Общественной палаты по должности; 40 граждан РФ, которых указом утверждает Президент РФ; 43 представителя общероссийских общественных объединений и иных некоммерческих организаций. Эти представители отбирались открытым интернет-голосованием. Не менее половины кандидатур, отбираемых интернет-голосованием, также должны были составлять представители профессиональных объединений граждан. Срок полномочий членов ОП РФ тем же законом был увеличен до 3 лет.
Согласно Федеральному закону «Об Общественной палате Российской Федерации», не допускалось выдвижение кандидатов в члены палаты организациями, в отношении которых было вынесено предупреждение о недопустимости осуществления экстремистской деятельности, а также организациями, деятельность которых была приостановлена судом в соответствии с законом «О противодействии экстремистской деятельности».
Согласно Регламенту Общественной палаты, члены палаты принимают личное участие в её работе, осуществляют свою деятельность на общественных началах, обладают равными правами при обсуждении и принятии решений Общественной палаты, имеют право избирать и быть избранными на выборные должности и в органы Общественной палаты.

## Состав Общественной Палаты

### Члены Общественной палаты, утверждённые Указом Президента РФ
Лица, рекомендованные к утверждению в качестве членов Общественной палаты Российской Федерации Указом Президента Российской Федерации от 28 сентября 2011 года № 1260, которым впоследствии было предложено приступить к формированию Общественной палаты в полном составе:
1. Андросов К. Г. — Председатель Советов Директоров ОАО «Аэрофлот» и ОАО «РЖД»;
2. Багненко С. Ф. — Ректор ПСПбГМУ им. акад. И. П. Павлова, доктор медицинских наук, профессор, академик РАН;
3. Бальжиров А. А. — Санжай Лама, постоянный представитель Буддийской традиционной сангхи России в Москве;
4. Бокерия Л. А. — Директор ФГБУ «Научный центр сердечно-сосудистой хирургии им. А. Н. Бакулева», президент общественной организации «Лига здоровья нации», академик РАМН, РАН;
5. Борода А. М. — Президент централизованной религиозной организации ортодоксального иудаизма «Федерация еврейских общин России»;
6. Бочаров В. А. — Герой России. Президент благотворительного фонда помощи военнослужащим и участникам боевых действий «Солдаты XXI века против войн»;
7. Бречалов А. В. — 1-й вице-президент общественной организации «ОПОРА РОССИИ», сопредседатель Центрального штаба Общероссийского Народного фронта;
8. Вележева Л. Л. — Актриса театра имени Евгения Вахтангова, Заслуженная артистка России;
9. Велихов Е. П. — Почетный президент НИЦ «Курчатовский институт», академик РАН;
10. Гриб В. В. — Главный редактор Издательской группы «Юрист». Вице-президент Федеральной палаты адвокатов Российской Федерации. Заведующий кафедрой гражданского общества Международно-правовой факультет МГИМО. Доктор юридических наук, профессор;
11. Гурцкая Д. Г. — Президент попечительского совета Благотворительного фонда Дианы Гурцкая помощи незрячим и слабовидящим детям «По зову сердца»;
12. Дементьев А. Д. — Поэт, политический обозреватель ВГТРК «Радио России»;
13. Дискин И. Е. — Заместитель председателя Научного совета ОАО «Всероссийский центр изучения общественного мнения»;
14. Дощинский Р. А. — Учитель русского языка и литературы международной квалификации, доцент кафедры филологического образования Московского института открытого образования, председатель региональной общественной организации «Независимая ассоциация словесников»;
15. Духина Л. Н. (до сентября 2016 года) — Директор автономной некоммерческой организации «Средняя общеобразовательная частная школа „Наследник“»;
16. Затулин К. Ф. (до сентября 2016 года) — Директор автономной некоммерческой организации «Институт стран СНГ»;
17. Зверев А. В. — Член Правления общероссийского отраслевого объединения работодателей «Союз машиностроителей России»;
18. Зимова Ю. К. — Руководитель проекта «Ванечка», Президент межрегиональной общественной организации «Наши дети»;
19. Казанцев Е. Д. — Вице-президент Союза транспортников России;
20. Калинский О. И. — Директор по взаимодействию с органами власти ПАО «Уралкалий»;
21. Коровкин И. А. — Исп. директор НП «Объединение автопроизводителей России», вице-президент «Ассоциации автомобильных инженеров», действительный член «Академии проблем качества», заслуженный машиностроитель Российской Федерации;
22. Костина О. Н. — Председатель правления Межрегиональной правозащитной общественной организации «Сопротивление»;
23. Крашенинникова В. Ю. — Генеральный директор Института внешнеполитических исследований и инициатив, Советник МИА «Россия сегодня», заместитель председателя Комитета общественной поддержки жителям Юго-Востока Украины при Совете Федерации РФ;
24. Крганов А. Р. — Муфтий Москвы, Центрального региона и Чувашии;
25. Кузьминов Я. И. (прекращены из-за ухода МосГорДуму) — Ректор Национального исследовательского университета «Высшая школа экономики»;
26. Кучерена А. Г. — Адвокат, председатель движения «Гражданское общество», председатель некоммерческого фонда «Институт демократии и сотрудничества»;
27. Легойда В. Р. — Председатель Синодального отдела по взаимоотношениям Церкви с обществом и СМИ, председатель комиссии Совета по взаимодействию с религиозными объединениями при Президенте Российской Федерации по вопросам гармонизации межнациональных и межрелигиозных отношений;
28. Марков С. А. — Политолог, директор Института политических исследований;
29. Михеева Л. Ю. — Заместитель председателя совета ФГБНУ «Исследовательский центр частного права при Президенте Российской Федерации»;
30. Мохначук И. И. — Председатель Российского независимого профсоюза работников угольной промышленности;
31. Музыкантский А. И. — Заведующий кафедрой информационного обеспечения внешней политики факультета мировой политики МГУ им. М. В. Ломоносова;
32. Мухатдинов Д. В. — Первый заместитель председателя Духовного управления мусульман(ДУМ РФ), председатель ДУМ Санкт-Петербурга и Ленинградской области, ректор Нижегородского исламского института им. Х. Фаизханова, главный редактор Издательского дома «Медина», ответственный секретарь Международного мусульманского форума;
33. Орджоникидзе С. А. — Председатель Российского общественного совета по международному сотрудничеству и публичной дипломатии при Общественной палате Российской Федерации;
34. Остарков Н. А. — Вице-президент Общероссийской общественной организации «Деловая Россия»;
35. Поляков Ю. М. — Писатель, главный редактор «Литературной газеты»;
36. Разбродин А. В. — Президент Российского союза предпринимателей текстильной и легкой промышленности;
37. Скворцова И. О. — Телеканал «Россия», редактор;
38. Тополева-Солдунова Е. А. — Директор АНО «Агентство социальной информации»;
39. Уваркина Е. Ю. — Ген.директор ООО «АГРОФИРМА ТРИО», член правления Национального Союза производителей молока «СОЮЗМОЛОКО», председатель Совета директоров Ассоциации сельхозтоваропроизводителей Липецкой области, руководитель наблюдательного Совета СПССК «Объединенные производители молока»;
40. Федоров Г. В. — Президент Центра социальных и политических исследований «Аспект», исполнительный директор Ассоциации по защите избирательных прав «Гражданский контроль»;
41. Цветков А. В. — Председатель президиума Общероссийской общественной организации «ОФИЦЕРЫ РОССИИ»;
42. Чаплин В. А. — Протоиерей, настоятель храма преподобного Феодора Студита (Смоленской иконы Божией Матери) у Никитских ворот г. Москвы;
43. Чубаров В. В. — Вице-президент Торгово-промышленной палаты России;
44. Шипулин А. В. — Заместитель председателя совета ННО «Ассоциация крестьянских (фермерских) хозяйств, кооперативов и других малых производителей сельхозпродукции Краснодарского края»;

### Члены Общественной Палаты, избранные общероссийскими общественными объединениями
Лица, прошедшие конкурсный отбор в члены Общественной палаты — 43 представителя от общероссийских общественных организаций в отличие от других составов Общественной Палаты избирались интернет-голосованием

### Организация и ход интернет-голосования
Голосование в Интернет началось 1 мая и завершилось 30 мая в 23.59 по Москве. Кандидаты в члены ОП на этом голосовании были разбиты по номинациям, таким как «Охрана здоровья, популяризация здорового образа жизни, развитие физкультуры и спорта, экология и защита окружающей среды», «Культура и творчество», «Образование и наука» и другие, всего 14 номинаций. Для участия в голосовании первоначально поступило 288 заявок от кандидатов, из которых 267 прошли отбор и попали в итоговый список. В состав палаты попали кандидаты, занявшие первые три места в каждой из номинаций и тот кандидат из числа занявших четвёртое место, который получил наибольшее число голосов. Сам процесс интернет-голосования вызвал много нареканий, был назван технически несостоятельным и, впоследствии, отменён.

### Избранные члены ОП
1. Агарков В. В. — Председатель Координационного совета Общероссийской общественной организации «Ассоциация молодых предпринимателей»;
2. Бадовский Д. В. — Председатель совета директоров Некоммерческого фонда — Института социально-экономических и политических исследований;
3. Батищев И. И. — Председатель правления Липецкого регионального отделения «Союза пенсионеров России»;
4. Бирюков Д. В. — Фонд содействия составлению прогнозов в отношении детства «Социальное прогнозирование», Президент ЗАО «Издательство Семь Дней»;
5. Виноградова Л. Н. — Член Общероссийской общественной организации защиты семьи «Родительское Всероссийское Сопротивление»;
6. Гаврилов Э. Л. — Директор Фонда независимого мониторинга медицинских услуг и охраны здоровья человека «Здоровье»;
7. Галочкин Д. Е. — Общероссийская общественная организация «Профессиональный союз негосударственной сферы безопасности»;
8. Грачёв В. В. — Глава саморегулируемой организации по взаимодействию и сотрудничеству арендаторов и лесоустроителей в сфере использования, воспроизводства лесов и лесоустройства «Лесной Союз»;
9. Григорьев С. А. — Президент Некоммерческой организации "Фонд социально-экономической поддержки регионов «СУЭК-РЕГИОНАМ»;
10. Дроздов Н. Н. — Ученый-зоолог, телеведущий, Региональная общественная организация содействия охране окружающей среды «Живая Планета»;
11. Ермаков В. П. — Общественный Уполномоченный при Президенте РФ по защите малого и среднего предпринимательства, Генеральный директор Российского Агентства поддержки малого и среднего бизнеса, Председатель Правления Ассоциации агентств поддержки малого и среднего бизнеса «Развитие»;
12. Кирьянов А. Ю. — Вице-президент Общероссийской общественной организации «Молодежный союз юристов Российской Федерации», председатель Исполнительного комитета Общероссийской общественной организации «Российский союз налогоплательщиков»;
13. Ковальчук А. Н. — Председатель Всероссийской творческой общественной организации «Союз художников России»;
14. Ковальчук В. Н. — Председатель межрегиональной профсоюзной организации ОАО «Газпром» Профессионального союза работников нефтяной, газовой отраслей промышленности и строительства Российской Федерации;
15. Комарова М. А. — Генеральный директор медиахолдинга Independent Media;
16. Коровин В. М. — Заместитель руководителя Международного Евразийского движения, главный редактор Информационно-аналитического портала «Евразия», директор Центра геополитических экспертиз, научный консультант Северо-Кавказского новостного агентства СКФОnews;
17. Мальцев С. В. — Председатель попечительского совета Общественного движения «Молодые юристы России»;
18. Нероев В. В. — Директор ФГБУ «Московский НИИ глазных болезней имени Гельмгольца» Министерства здравоохранения России, член Совета Общероссийской общественной организации «Общество врачей России»;
19. Новорок Б. В. — Заместитель председателя Центрального Совета Общероссийской общественной организации «Всероссийское общество охраны природы»;
20. Потупчик К. А. — Президент Фонда открытой новой демократии («ФОНД»);
21. Райкин К. А. — Художественный руководитель ФГБУК «Российский государственный театр „Сатирикон“ имени Аркадия Райкина»;
22. Репик А. Е. — Президент «Деловой России», председатель Совета директоров Группы компаний «Р‑Фарм»;
23. Рудов С. Ю. — Президент некоммерческого благотворительного фонда «Общество друзей монастыря Ватопед на святой горе Афон имени преподобного Максима Грека», Председатель совета директоров ОАО «Межотраслевой вексельный дом топливно-энергетического комплекса»;
24. Рыжий Д. С. — Председатель общественного социального движения «Центр общественных инициатив»;
25. Ряховский С. В. — Начальствующий епископ Российского объединённого союза христиан веры евангельской (пятидесятников), сопредседатель Консультативного совета глав протестантских церквей России, член Российского Библейского общества;
26. Семеняко Е. В. — Президент Федеральной палаты адвокатов Российской Федерации, президент Адвокатской палаты Санкт-Петербурга, член Президиума Ассоциации юристов России;
27. Серов В. М. — Президент Международного общественного фонда «Фонд содействия экономическому развитию им. Байбакова Н. К.», член правления Российского общества инженеров строительства;
28. Слепак В. А. — Председатель редакционного совета официального периодического печатного издания «Воинское братство», сопредседатель Союза потребителей Российской Федерации;
29. Сорокина И. О. — Член Совета Союза «Чернобыль» России;
30. Сутормина Е. В. — Первый вице-президент Международного общественного фонда «Российский фонд мира»;
31. Сычёв П. А. — Член Общественной палаты РФ;
32. Тарбаев С. А. — Фонд «Признание» Республики Калмыкия;
33. Фахретдинов С. Б. — Председатель Совета директоров Группы компаний «РУСКОМПОЗИТ», Председатель Правления Союза производителей композитов, член Генерального и Координационного советов Общероссийской общественной организации «Деловая Россия»;
34. Фисинин В. И. — Президент НКО «Российский птицеводческий союз»;
35. Хамзаев С. С. — Руководитель Федерального проекта «Трезвая Россия»;
36. Хамидуллин А. Н. — Член Агропромышленного союза России;

### Члены Общественной Палаты, избранные межрегиональными и региональными общественными объединениями
Лица, прошедшие конкурсный отбор в члены Общественной палаты — 85 представителей от региональных и межрегиональных общественных объединений — выбранные утвержденными ранее двумя третями состава членов Общественной палаты:

## Комиссии Общественной Палаты
В Общественную палату Пятого состава входили 15 комиссий Архивная копия от 7 августа 2020 на Wayback Machine, в каждой из которых состоит до 8 членов палаты и которая занимается определённой сферой общественной жизни:
- Комиссия по развитию информационного сообщества, СМИ и массовых коммуникаций
- Комиссия по развитию малого и среднего бизнеса
- Комиссия по вопросам инвестиционного климата
- Комиссия по общественному контролю, общественной экспертизе и взаимодействию с общественными советами
- Комиссия по безопасности и взаимодействию с ОНК
- Комиссия по экологии и охране окружающей среды
- Комиссия по развитию и поддержке добровольчества (волонтерства), благотворительности и патриотическому воспитанию
- Комиссия по развитию реального сектора экономики
- Комиссия по вопросам агропромышленного комплекса и развитию сельских территорий
- Комиссия по гармонизации межнациональных и межрелигиозных отношений
- Комиссия по развитию общественной дипломатии и поддержке соотечественников за рубежом
- Комиссия по охране здоровья, физической культуре и популяризации здорового образа жизни
- Комиссия по социальной политике, трудовым отношениям и качеству жизни граждан
- Комиссия по развитию социальной инфраструктуры, местного самоуправления и ЖКХ
- Комиссия по развитию науки и образования
- Комиссия по поддержке семьи, детей и материнства
- Комиссия по культуре
- Комиссия по поддержке молодёжных инициатив

## Совет Общественной Палаты
В состав Совета Общественной палаты Архивная копия от 17 июля 2020 на Wayback Machine входят председатели комиссий палаты, а также Секретарь Архивная копия от 19 мая 2012 на Wayback Machine палаты и его заместитель.

## Аппарат палаты
Аппарат Общественной палаты, в соответствии с законом, обеспечивает деятельность палаты и работает под общим руководством её секретаря.